# Scusa ma ti chiamo amore
Perdona si et dic amor és una pel·lícula dirigida per Federico Moccia, autor del llibre homònim, que explica la història d'un amor ple de dificultats, a causa sobretot de la diferència d'edat entre els dos protagonistes.

## Argument
Niki (Michela Quattrociocche) té 17 anys i està cursant el seu últim any de batxiller, mentre que Alessandro (Raoul Bova) és un jove publicista de 37 anys que treballa en una empresa molt famosa. Tot i la diferència d'edat, els dos protagonistes de la història s'enamoren perdudament l'un l'altre encara que aquesta relació es veurà afectada per altres personatges com les respectives ex parelles de cadascun d'ells, els familiars, els amics ...

## Personatges
- Raoul Bova com a Alessandro Belli o Àlex. És un publicista d'èxit de 37 anys. A l'inici es veu que li va demanar matrimoni a l'Elena, la seva xicota, i aquesta va marxar. Alex porta una vida normal amb els seus amics: Pietro, Flavio i Enrico, juntament amb les seves respectives dones, desmarcant el fet que amaga que Elena li ha deixat. El seu estil de vida comença a millorar quan coneix Niki, una noia vint anys menor, a través d'un accident (ella amb la seva moto i ell amb el seu cotxe). A l'inici Alex no la veu més que com una nena petita, però poc a poc se'n va enamorant.
- Michela Quattrociocche com a Niki Cavalli. És una noia alegre i divertida, però també responsable i impulsiva. Niki té 17 anys i, per tant, es prepara per a la selectivitat. Forma part d'un grup d'amigues que es fan dir a si mateixes Les Ona (Onde). Des de l'accident de cotxe no para de perseguir Alessandro, del qual decideix que serà el seu xicot només veure'l.
- Veronika Logan com a Elena. Exparella d'Alessandro.
- Luca Angeletti coma a Enrico. Amic d'Alessandro.
- Ignazio Oliva com Flavio. Amic d'Alessandro.
- Francesco Apolloni com a Pietro. Amic d'Alessandro.
- Davide Rossi com a Fabio. Exparella de Niki.
- Beatrice Valente com a Olly. Amiga de Niki. (Membre de les ONDE)
- Francesca Ferrazzo com a Erica. Amiga de Niki. (Membre de les ONDE)
- Michelle Carpente com a Diletta. Amiga de Niki. (Membre de les ONDE)
- Edoardo Natoli com a Filippo. Parella de Diletta.
- Pi Quartullo com a Roberto. Pare de Niki. Marit de Simona.
- Cecilia Dazzi com a Simona. Mare de Niki. Esposa de Roberto.